# Lautlose Jagd
Lautlose Jagd ist eine Vorabendserie der ARD, die in zwei Staffeln à 13 Folgen 1966/67 und 1970 gesendet und dabei erstmals im Regionalprogramm des Westdeutschen Rundfunks ausgestrahlt wurde. Produziert wurde die Schwarz-Weiß-Serie von der aurora television GmbH in Hamburg und hergestellt in den Filmstudios Bendestorf.

## Inhalt
Im Mittelpunkt dieser Krimiserie steht der Jagdaufseher Poelzig, dargestellt von Joachim Rake. Einst aus der DDR geflohen, hat er sich in der Bundesrepublik eine neue Existenz aufgebaut. Er hilft Förstern beim Aufspüren von Wilddieben und steht auch der Polizei zur Verfügung, wenn es darum geht, Verbrechern jeglicher Art auf die Spur zu kommen.

## Sonstiges
Einige Folgen sind als Rückblenden im Ersten und Zweiten Weltkrieg angelegt, in diesen taucht die Figur Poelzigs nicht auf. Die Drehbücher wurden von verschiedenen Autoren verfasst, darunter Rolf und Alexandra Becker, die mehrere Geschichten in dem Buch Spuren im Moos veröffentlichten.
Die erste Staffel lief in der Regel im Abstand von 14 Tagen, die zweite Staffel wurde wöchentlich ausgestrahlt. Drehorte waren neben anderen die Eifel und die Lüneburger Heide. Eine beratende Tätigkeit bei den Dreharbeiten hatte Horst Niesters.
Bekannte Episodendarsteller waren Arthur Brauss, Dirk Dautzenberg, Gerhart Lippert, Paul Albert Krumm, Walter Bluhm, Eva Brumby, Gerd E. Schäfer, Herbert Tiede, Til Kiwe, Johannes Buzalski, Hugo Lindinger, Edgar Wenzel, Karl Obermayr, Günter Lamprecht, Franz Rudnick, Franz Mosthav, Hansi Waldherr, Rolf Schimpf, Liane Hielscher, Gunther Beth, Christa Siems, Claus Wilcke und Klaus Höhne.

## Episodenliste

### Staffel 1
| Nr. (gesamt) | Nr. (Staffel) | Erstausstrahlung   | Titel                       |
| 1            | 1             | 7. September 1966  | Jagdaufseher Poelzig        |
| 2            | 2             | 21. September 1966 | Tucheler Heide 1917         |
| 3            | 3             | 5. Oktober 1966    | Förster auf Bewährung       |
| 4            | 4             | 19. Oktober 1966   | Der rote Dreier             |
| 5            | 5             | 2. November 1966   | Der Drilling                |
| 6            | 6             | 30. November 1966  | Eine Ladung Schrot          |
| 7            | 7             | 14. Dezember 1966  | Das Revier an der Kiesgrube |
| 8            | 8             | 28. Dezember 1966  | Das Alibi                   |
| 9            | 9             | 11. Januar 1967    | Der neue Jagdherr           |
| 10           | 10            | 25. Januar 1967    | Grenzböcke                  |
| 11           | 11            | 22. Februar 1967   | Der Schalldämpfer           |
| 12           | 12            | 8. März 1967       | Waidmannsheil               |
| 13           | 13            | 22. März 1967      | Zwölfer Paul                |

### Staffel 2
| Nr. (gesamt) | Nr. (Staffel) | Erstausstrahlung | Titel                                   |
| 14           | 1             | 7. Januar 1970   | Waldmeister                             |
| 15           | 2             | 14. Januar 1970  | Der Fremde                              |
| 16           | 3             | 21. Januar 1970  | Zwei kapitale Gauner                    |
| 17           | 4             | 28. Januar 1970  | Es war Notwehr                          |
| 18           | 5             | 4. Februar 1970  | Spuren im Moos                          |
| 19           | 6             | 11. Februar 1970 | Ein trauriger Rekord                    |
| 20           | 7             | 18. Februar 1970 | In die Schlinge gegangen                |
| 21           | 8             | 25. Februar 1970 | Wildbret gefällig?                      |
| 22           | 9             | 4. März 1970     | Der Jagdunfall                          |
| 23           | 10            | 11. März 1970    | Montag ist Treibjagd                    |
| 24           | 11            | 18. März 1970    | Ein fast perfekter Bluff                |
| 25           | 12            | 25. März 1970    | Die Gewissensnot des Gustl Brandleitner |
| 26           | 13            | 1. April 1970    | Der Jackenknopf                         |